# Giovanni Battista Barbiani
Giovanni Battista Barbiani (Ravenna, 3 novembre 1593 – Ravenna, 26 agosto 1650) è stato un pittore italiano del barocco attivo a Ravenna.

## Biografia
Dipingeva nello stile di Bartolomeo Cesi. Tra le sue opere vi sono pale d'altare di Sant'Andrea e San Giuseppe per la chiesa francescana. Per la cupola della cappella della Madonna del Sudore nel Duomo di Ravenna, dipinse un affresco dell'Assunzione della Vergine. Dipinse un San Pietro a Sant'Agata a Ravenna. Insieme a Cesare Pronti, dipinse nella chiesa di San Romualdo (progettata da Luca Danesi), dell'Abbazia camaldolese, ora sede della Biblioteca Classense di Ravenna. Il grande corridoio nell'Abbazia è inoltre affrescato da Barbiani con famosi monaci benedettini e camaldolesi. Suo nipote Andrea Barbiani è stato anche lui pittore a Ravenna e Rimini. 